# Morten Pedersen (Theologe)
Morten Pedersen (auch: Martin Petri, Ernopotamius, Grenovensis; * 10. November 1537 in Grenaa; † 16. Juni 1595 in Roskilde) war ein dänischer evangelischer Theologe, Historiker und Astronom.

## Leben
Pedersen hatte die Schule in Aarhus besucht und danach ein Studium an der Universität Kopenhagen begonnen. Dies setzte er am 8. Juli 1560 an der Universität Wittenberg fort und erwarb sich dort am 8. März 1562 den akademischen Grad eines Magisters der Philosophie. Zurückgekehrt nach Dänemark wurde er 1562 theologischer Lesemeister im Kloster Sorø und 1565 Abt des Klosters.
Während jener Zeit beschäftigte er sich vor allem mit Geschichtsforschungen zu Persönlichkeiten Dänemarks. Dazu durchforschte er einen großen Bestand des Klosters, wertete die Gedenktafeln des Klosters aus und verfasste einen Kalender, der Grunddaten der dänischen Geschichte enthält (Biskop Absalons og Hr. Esbern Snares …). Für das Werk dürfte Paul Ebers Calendarium historicum Vorbild gewesen sein, den er persönlich und seine Arbeit während seiner Studienzeit in Wittenberg kennengelernt haben dürfte.
Nachdem er 1572 Pfarrer am Dom in Roskilde und 1582 ebenda Kanoniker geworden war, setzte er sich vor allem mit astronomischen Betrachtungen auseinander. So verfasste er ein Buch über einen Kometen (heute nicht mehr nachweisbar) und setzte sich mit der Stella Nova von Tycho Brahe auseinander. Am 31. Mai 1573 heiratete er Dorothe († 27. März 1599 in Roskilde), die Tochter des Bürgermeisters von Kolding Sören Kjaer.

## Werke
- Biskop Absalons og Hr. Esbern Snares Herkomst og adelige Stamme, desligeste Sorø Klosters første Fundats og Fundatores. 1589
- Tycho Brahes „Stella nova“. 1572